# Cuatrosfera
Cuatrosfera fue un programa contenedor de la cadena de televisión española Cuatro emitido entre el 8 de noviembre de 2005 y el 29 de abril de 2010. Emitía distintas series de ficción y animación en las mañanas del fin de semana y en las noches de lunes a jueves.

## Formato
Se trataba de un programa juvenil con presentadores que intercalaba series con reportajes. Se diferenciaban dos ediciones: Cuatrosfera Urbano (o mañanas) y Cuatrosfera +18 (o noches).
Ambas ediciones compartían el mismo plató y algunos reportajes.

### Cuatrosfera urbano
Esta edición estaba presentada por Manuela Velasco, y en una primera etapa junto a Víctor Masán.
Emitieron series como: Bola de dragón Z, Rebelde Way y V.

### Cuatrosfera +18
Esta edición estaba presentada por Kira Miró, en una primera etapa junto a Johann Wald y después junto a Ernesto Sevilla. Colaboraba gente como Sandra Uve, Jordi Costa o Pedro Calleja.
El programa repasa en tono humorístico las tendencias más calientes, emisiones insólitas de otras cadenas de televisión, lo último en videojuegos y las novedades de Internet.
Emitieron series como Alias, Gasaraki, Bleach o South Park.

## Series de Cuatrosfera
| - Alias - Baby Blues - Bob Esponja - Bola de dragón Z - Bleach - Cowboy Bebop - El Coche Fantástico - El Gran Héroe Americano - El Show de la Pantera Rosa - Fullmetal Alchemist - Galáctica - Gasaraki - Ghost in the Shell: Stand Alone Complex - Kevin Spencer - Kung fu - Los Oblongs - MÄR | - Mucha Lucha - Naruto - Neon Genesis Evangelion - Otaku - Outlaw Star - Paranoia Agent - Primos Lejanos - Pretty Cure - RahXephon - Rebelde Way - Samurai Champloo - Serial Experiments Lain - South Park - V - Vaca y Pollo - Viviendo con Derek - Wolf's Rain - Wonder Woman |